# Fynsværket
Fynsværket er et dansk kraftvarmeværk, der er beliggende ved Odense Kanal og landsbyen Skibhusene nordøst for Odense.
Værket, der blev opført i 1953, har en effekt på 433 MW el og 624 MJ/s fjernvarme to kraftvarmeblokke. Det producerede i 2004 netto 1.997 GWh el og netto 8.564 TJ fjernvarme.
Den ældste kraftvarmeblok er blok 7 fra 1991, og anvendte kul, olie og biogas. Blok 7 skulle være lukket i 2022, men fortsatte pga. energikrisen, og lukkede for kulforbrug i april 2024. I sin levetid brugte den 18.408.624 tons kul og udledte 42.022.746 tons CO2. I midten af 1990erne brændte den omkring 1 mio tons kul om året (36 kg i sekundet). Fremover kører den kun spidslast, og kun med gas.
Blok 8 fra 2010 brænder halm til produktion af el og fjernvarme.
Dertil er der på matriklen et forbrændingsanlæg, kaldet Odense Kraftvarmeværk, som fremstiller el og varme af brændbart affald. Anlægget var frem til 2011 ejet af DONG Energy. Det affaldsfyrede kraftvarmeværk har tre forbrændingslinier med kapaciteter på henholdsvis 2 x 8 ton affald pr. time og 16 ton affald pr. time. Forbrændingsanlægget har en installeret effekt på 24 MW el og en maksimal fjernvarmeydelse på i alt 79 MJ/s. De 270.000 tons affald, der brændes årligt leveres fra størstedelen af Fyn samt dele af Vestsjælland. Fjernvarmeproduktionen afsættes til Fjernvarme Fyn, Kerteminde Forsyning samt gartnerforsyningsselskaber.
Indtil 2006 var Fynsværket ejet af Elsam, hvorefter det blev købt af det svenske Vattenfall.
I januar 2015 blev Fynsværket købt af Fjernvarme Fyn A/S for 1,1 milliarder kroner.